# ۳۳۸ (قمری)
۳۳۸ (قمری)، سیصد و سی و هشتمین سال در گاهشماری هجری قمری است. اول محرم این سال برابر با ششم ژوئیه سال ۹۴۹ میلادی است.